# Caloptilia nomurai
Caloptilia nomurai är en fjärilsart som beskrevs av Yuan och Robinson 1993. Caloptilia nomurai ingår i släktet Caloptilia och familjen styltmalar.
Artens utbredningsområde är:
- Thailand.
- Vietnam.

Inga underarter finns listade i Catalogue of Life.